# Centre for Alternative Technology
Das Centre for Alternative Technology (CAT) (walisisch Canolfan y Dechnoleg Amgen) ist ein Öko-Zentrum in Powys, Zentral-Wales, das sich der Demonstration und Lehre von Nachhaltige Entwicklung widmet. CAT konzentriert sich trotz seines Namens nicht mehr ausschließlich auf alternative Technologie, sondern informiert über alle Aspekte des nachhaltigen Lebens. Es ist für Besucher zugänglich, bietet postgraduale Abschlüsse sowie kürzere Wohn- und Tageskurse und veröffentlicht Informationen über Erneuerbare Energien, Nachhaltiges Bauen, Ökologische Landwirtschaft, Gartenarbeit und nachhaltiges Leben. CAT führt auch Bildungsprogramme für Schulen durch und verkauft umweltfreundliche Produkte über seine Abteilung für Vor-Ort-Läden, Restaurants und Versandhandel.

## Geschichte

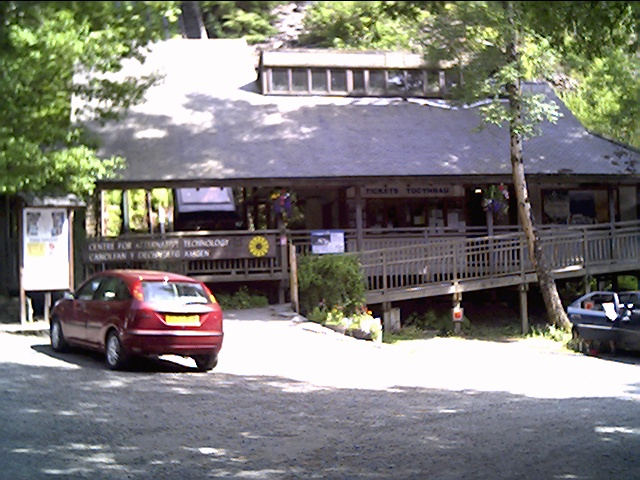
Vorplatz und Kartenverkauf des Zentrums

CAT wurde von dem Unternehmer Gerard Morgan-Grenville gegründet und 1973 im stillgelegten Llwyngwern Schiefer Steinbruch bei Machynlleth eröffnet (einst von der schmalspurigen Corris Railway bedient), wo es sich auf einem 2,8 ha (28.000 m²) großen Gelände befindet. Die Organisation war ursprünglich als „National Centre for Alternative Technology“ bekannt.
Das CAT war zuvor auf das Urban Centre for Appropriate Technology (UCAT) ausgerichtet, das seinen Sitz in Bristol hatte und sich seitdem zum Zentrum für nachhaltige Energie entwickelt hat.

## Besucherzentrum
1975 wurde eine Dauerausstellung eröffnet, um das Interesse zu wecken. Die rund 160.000 m² große Anlage mit rund 28.000 m² interaktiven Displays ist die größte Touristenattraktion in der Region. Es ist ganzjährig durchgängig geöffnet, außer zu Weihnachten, sieben Tage die Woche. Es ist eine registrierte Wohltätigkeitsorganisation.
Zu den Einrichtungen und Exponaten gehören:
- die CAT-Wasserballastbahn, das Zentrum für alternative Technologie-Eisenbahnen
- Solar, Wasserkraft und Windenergie
- Ein Niedrigenergiehaus.
- ein ortsweites Stromnetz, das von erneuerbaren Energien versorgt wird
- Beispiele von Methoden des biologischen Gartenbaus
- eine hydraulische Widder-Pumpe
- Strohballen und Stampflehm-Gebäude
- Großbritanniens größte grüne Buchhandlung
- Vegetarisches/veganes Restaurant
- Veranstaltungen, Aktivitäten und Kurse finden das ganze Jahr über statt und werden auf der Website sowie über Facebook und Twitter beworben

## Ausbildung
Das Zentrum bietet eine Reihe von Kursen an, die zwischen einem Tag und einer Woche dauern. Einige dieser Kurse werden der Öffentlichkeit angeboten, andere sind anerkannte Kurse für professionelle Handwerker. CAT ist an der Schulbildung durch die Ausbildung von Lehrern beteiligt, produziert Materialien und bietet spezielle Touren und Materialien vor Ort an.
Das Zentrum umfasst eine Hochschule für Umwelt. Es bietet Postgraduiertenkurse in den Bereichen erneuerbare Energien, Architektur und Umweltwissenschaften an. Seit 2008 führt das Zentrum einen Studiengang zum Thema Architektur mit dem Titel Advanced Environmental and Energy Studies durch, der es den Studenten ermöglicht, einen akademisch anerkannten Fachabschluss Teil II zu erwerben. Hierfür sowie für weitere Studiengänge kooperiert die Einrichtung mit der University of East London.

### Wales Institute for Sustainable Education (Wales Institut für nachhaltige Bildung)
Im Sommer 2010 eröffnete CAT das Wales Institute for Sustainable Education (WISE), ein großes Schulgebäude, das als Fallstudie für nachhaltige Architektur konzipiert wurde. Das Gebäude beinhaltet einen Hörsaal und eine Unterkunft und demonstriert ökologische Bauprinzipien wie Solararchitektur und Wärmerückgewinnung sowie schadstoffarme Baustoffe wie Holz, Hanf, Kalk und Stampferde. Die Außenwände des Gebäudes bestehen aus 500 mm dicken Hanfbeton, während der Hörsaal 7,2 m hohe Wände aus 320 t Stampflehm hat.
Eine Gebäudeleittechnik wird verwendet, um eine Vielzahl von Parametern innerhalb des Gebäudes zu überwachen und Daten für Forschungsprojekte der CAT-Studenten für nachhaltige Architektur bereitzustellen.
Das Gebäude wird für die Lehre von Aufbaustudiengängen und Kurzlehrgängen genutzt und steht auch als Tagungsort und Ausstellungsfläche zur Verfügung.
Im Jahr 2010 erhielt das WISE-Gebäude den ersten Platz in der Liste der Top 10 Buildings 2010 des Daily Telegraph und wurde vom The Guardian 4. in der Top 10 Liste der Gebäude für 2010 aufgenommen. Es erhielt ein Royal Institute of British Architects (RIBA) Auszeichnung im Jahr 2011.

## Energie
Das CAT selbst setzte ursprünglich auf die Sammlung von Wasser-, Wind- und Sonnenenergie, aber nach Stromausfällen begann es, Strom aus dem Nationalen Stromnetz in UK zu beziehen. Kurz darauf, im Jahr 2004, wurde aus Mitteln, die durch den Verkauf von Projektanteilen an die Gemeinde, die Bro Dyfi Community Renewables, generiert wurden, eine große neue Windkraftanlage gebaut. Ab September 2009 betreibt CAT ein Inselnetz-System, das Elemente des On- und Off-Grid-Betriebs beinhaltet.
Das CAT bezieht sein Wasser aus einem bestehenden künstlichen Speicher im Schiefersteinbruch und bereitet sein eigenes Abwasser in seiner Pflanzenkläranlage auf.

## Regionale Bedeutung
Die Präsenz des Zentrums im Dyfi-Tal hat dem Gebiet, das heute als UNESCO-Biosphärenreservat ausgewiesen ist, eine stärkere ökologische Bedeutung verliehen. In der nächsten Stadt Machynlleth betrieb CAT plc früher ein vollwertiges vegetarisches Café und einen separaten Shop. Nach der Schließung von CAT plc behielt die Wohltätigkeitsorganisation CAT das Eigentum am vegetarischen Café, verkaufte es aber anschließend an ihre Mitarbeiter. Das Café wird heute als Privatunternehmen geführt, ist aber weiterhin als vegetarisches Café tätig. Der Bioladen wurde geschlossen, da das Gebäude nicht im Besitz von CAT war; ein neuer Bioladen Dyfi Vollwertkost wurde jedoch von den Mitarbeitern eröffnet, die entlassen wurden. In einem Industriegebiet (Dyfi Eco Park) in der Nähe des Bahnhofs Machynlleth befinden sich die Büros von Dulas Ltd, einem Unternehmen für erneuerbare Energien, das von ehemaligen CAT-Mitarbeitern gegründet wurde.